# Groupe des États d'Amérique latine et des Caraïbes
Pour les articles homonymes, voir ALC.

Groupe africain
Groupe d'Asie-Pacifique
Groupe d'Europe orientale
Groupe d'Amérique latine et les Caraïbes
Groupe d'Europe occidentale et autres
Membre de l'ONU n'étant dans aucun groupe
États observateur
Territoires disputés

Le Groupe des États d’Amérique latine et des Caraïbes (ALC ou GALC) est un des différents blocs régionaux non officiels votant aux Nations unies. Le GALC comprend tous les États d'Amérique du Sud et centrale ainsi que ceux des Caraïbes. En 2014 il est composé 33 États membres (soit 17 % des États membres des Nations unies). L'Amérique est ainsi divisée entre deux groupes : le GALC et le Groupe des États d’Europe occidentale et autres États auquel appartiennent les États-Unis et le Canada.

## Sièges
Le groupe dispose de 2 sièges non permanents au Conseil de sécurité, actuellement occupés par le Venezuela et l'Uruguay. Le Groupe dispose également de 10 sièges au Conseil économique et social des Nations unies et 8 sièges au Conseil des droits de l'homme des Nations unies. Dans la rotation du poste de président de l'Assemblée générale des Nations unies, le groupe est éligible pour avoir ses ressortissants élus à ce poste dans les années se terminant par 3 et 8 ; plus récemment, John William Ashe de l'Antigua-et-Barbuda a été élu à ce poste en 2013.

## Membres
Les 33 États membres du groupe latino-américain et les Caraïbes, à partir de 2010:
- Antigua-et-Barbuda
- Argentine
- Bahamas
- Barbade
- Belize
- Bolivie
- Brésil
- Chili
- Colombie
- Costa Rica
- Cuba
- République dominicaine
- Dominique
- Équateur
- Grenade
- Guatemala
- Guyana
- Haïti
- Honduras
- Jamaïque
- Mexique
- Nicaragua
- Panama
- Paraguay
- Pérou
- Saint-Christophe-et-Niévès
- Saint-Vincent-et-les-Grenadines
- Sainte-Lucie
- Salvador
- Suriname
- Trinité-et-Tobago
- Uruguay
- Venezuela